# Batang Beruh
Batang Beruh is een bestuurslaag in het regentschap Dairi van de provincie Noord-Sumatra, Indonesië. Batang Beruh telt 10.423 inwoners (volkstelling 2010).